# Phyllomyza tetragona
Phyllomyza tetragona är en tvåvingeart som beskrevs av Friedrich Georg Hendel 1924. Phyllomyza tetragona ingår i släktet Phyllomyza och familjen sprickflugor. Arten är reproducerande i Sverige. Inga underarter finns listade i Catalogue of Life.